# Papestra lappo
Papestra lappo är en fjärilsart som beskrevs av Philogène Auguste Joseph Duponchel 1827. Papestra lappo ingår i släktet Papestra och familjen nattflyn. Inga underarter finns listade i Catalogue of Life.